# 县城旧街
太谷县城旧街是一组明、清古街道，位于山西省晋中市太谷区明星镇太谷古城历史文化街区内，东、西、南、北大街，中心十字街处为太谷鼓楼。1956年7月，太谷县城旧街被列为太谷县文物保护单位。
现存东大街540米、西大街810米、南大街620米，临街商铺900余间，其中包括部分票号、钱庄、银行、药行遗址。

## 沿街建筑

### 鼓楼
太谷鼓楼，位于十字街中心，第四批山西省文物保护单位。

### 东大街
- 聚兴隆旧址：东大街7号
- 永通集旧址：东大街9号
- 广升晋旧址：东大街11号
- 增胜裕旧址：东大街14号
- 儒益堂旧址：东大街20号
- 宝盛利旧址：东大街24号
- 义全德旧址：东大街26号
- 泰山隆旧址：东大街28号
- 广盛庆旧址：东大街45号
- 永顺长旧址：东大街49号
- 昌盛公旧址：东大街50号
- 聚泰亨旧址：东大街51号
- 义隆源旧址：东大街60号
- 晋西药房旧址：东大街65号
- 锦全昌旧址：东大街68号
- 富隆裕旧址：东大街86号
- 聚古斋旧址：东大街91号
- 正心裕钱庄旧址：东大街92号
- 裕合公旧址：东大街94号
- 永兴东钱庄旧址：东大街96、98号
- 卫生馆旧址：东大街101号
- 振兴源旧址：东大街117号
- 广益亿旧址：东大街119号

### 西大街
- 济生药房旧址：西大街6号
- 蔚成德旧址：西大街12号
- 祥记公司旧址：西大街15号
- 德玉斋旧址：西大街28号
- 永通川杂货店旧址：西大街30号
- 会通银号旧址：西大街31号
- 广源兴旧址：西大街34号
- 广升誉旧址：西大街37号
- 广升远药店旧址：西大街38号
- 宝元隆旧址：西大街39号
- 德盛园饭店旧址：西大街40号
- 锦隆泉旧址：西大街48号
- 广恒庆旧址：西大街51号
- 太谷邮电局旧址：西大街52号
- 德成信旧址：西大街53号
- 元生利旧址：西大街54号
- 永顺号旧址：西大街58号
- 锦顺泉旧址：西大街60号
- 万聚恒旧址（裕华银行分行旧址）：西大街78号
- 广顺号旧址：西大街84号
- 彩霞蔚旧址：西大街88号

- 志成信票号旧址	Ⅲ33	古建筑	清	城内西大街	2009年8月19日
- 协成乾票号旧址	Ⅲ34	古建筑	清	城内西大街14号